# Jarosław Gromadziński

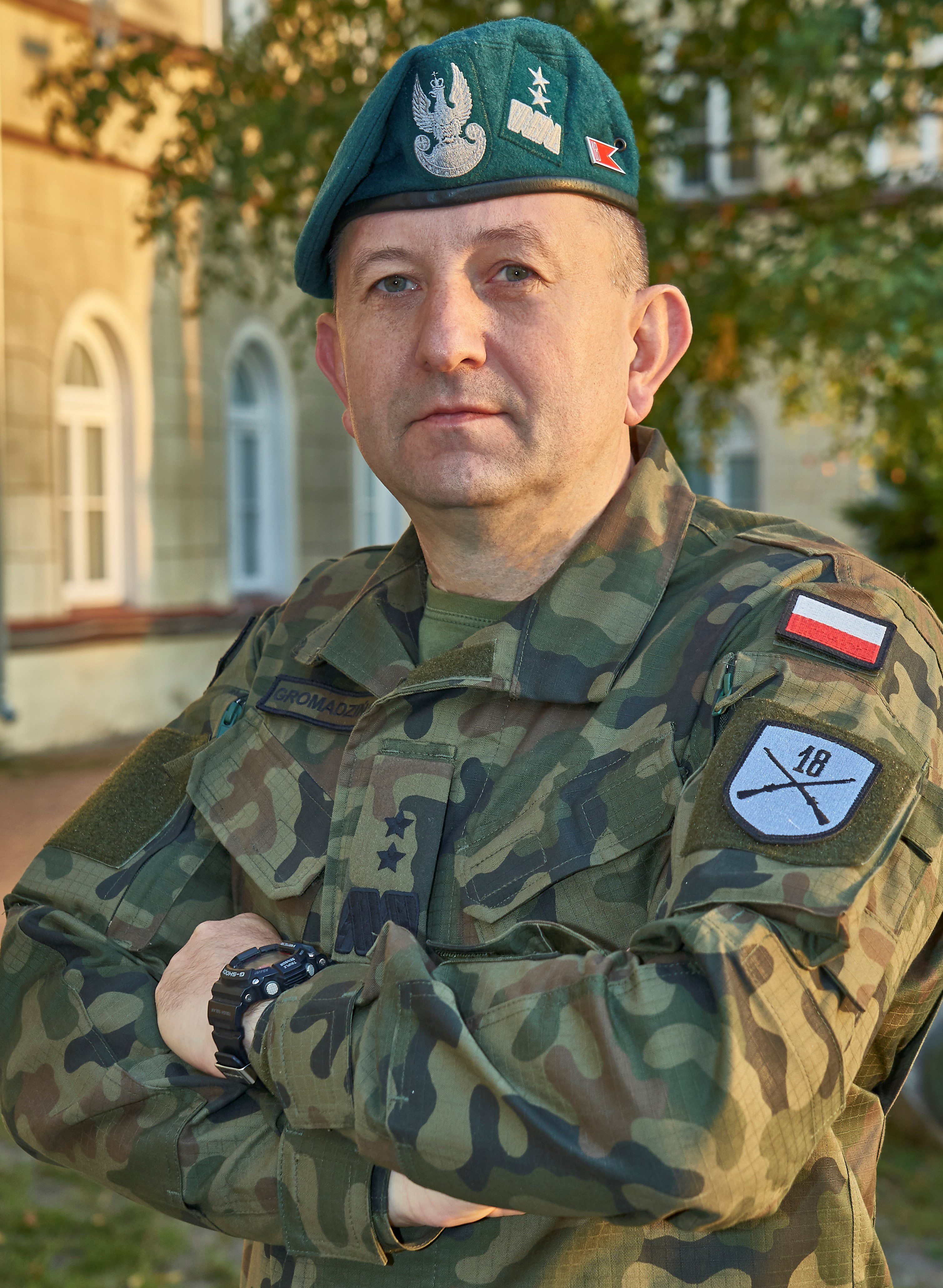
Jarosław Gromadziński im Jahr 2019 als Kommandeur der 18. Mechanisierten Division

Jarosław Gromadziński (* 20. Januar 1971 in Góra) ist ein Generalleutnant des Heeres der Polnischen Streitkräfte. Er war von Juni 2023 bis zu seiner vorzeitigen Abberufung im März 2024 der Kommandierende General des Eurokorps.

## Militärische Laufbahn

### Ausbildung und erste Verwendungen
Nach Abschluss der Militärakademie der mechanisierten Streitkräfte Tadeusz Kościuszko in Wrocław im Jahr 1994 wurde Gromadziński als Zugführer in der 14. Mechanisierten Brigade der 12. Stettiner Mechanisierten Division „König Bolesław III. Schiefmund“ in Elbląg eingesetzt. Im Anschluss folgten bis 2000 weitere Truppenverwendungen in derselben Brigade als Kompaniechef, Stabschef und Bataillonskommandeur.

### Dienst als Stabsoffizier
Von 2000 bis 2002 absolvierte Gromadziński an der Warschauer Akademie der Kriegskunst den Generalstabslehrgang des Heeres und diente danach im Generalstab der polnischen Streitkräfte. Ab 2004 wurde er als Kommandeur des 3. Mechanisierten Bataillons der 9. Braunsberger Panzerbrigade „König Stephan Báthory“ in Braniewo und ab 2007 als Stabschef des 9. Panzerkorps eingesetzt. Bis 2011 diente er als Leiter der G3-Einsatzabteilung der 16. Pommerschen Mechanisierten Division „König Kasimir IV. Jagiełło“ in Elbląg und später bis 2016 im Generalstab der polnischen Streitkräfte in Warschau.

### Dienst als General
Ab Mai 2016 war Gromadziński Kommandeur der 15. Lötzener Mechanisierten Brigade „Zawisza Czarny“ in Giżycko und wurde im November 2016 zum Brigadegeneral befördert. Ab August 2018 war er stellvertretender Kommandeur und Stabschef der 12. Stettiner Mechanisierten Division „König Bolesław III. Schiefmund“ in Stettin und einen Monat später Kommandeur der neu aufgestellten 18. Mechanisierten Division in Siedlce. Am 7. November 2018 wurde er zum Generalmajor befördert.
Ab August 2022 war Gromadziński stellvertretender Kommandeur im Internationalen Team zur Unterstützung der Ukraine in Wiesbaden und ab März 2023 war er Koordinator und Berater des Generalstabschefs der polnischen Streitkräfte. Am 3. Mai 2023 wurde er in den Rang eines Generalleutnants befördert und übernahm am 29. Juni 2023 das Kommando über das Eurokorps.

### Abberufung vom Eurokorps
Gromadziński wurde vom polnischen Verteidigungsministerium am 27. März 2024 als Kommandeur des Eurokorps, wegen Spionageermittlungen des militärischen Geheimdienstes Służba Kontrwywiadu Wojskowego (SKW) gegen ihn, abberufen. Genauere Angaben zu Verfehlungen, die ihm vorgeworfen werden, wurden nicht öffentlich gemacht und am 22. Juli 2024 wurde entschieden, dass Gromadziński seine Sicherheitsfreigaben und den Zugang zu Verschlusssachen verliert. Er selbst bestreitet ein Fehlverhalten u. a. mit folgender Aussage: „Ich habe mir nichts vorzuwerfen und als Soldat werde ich bis zum Ende für meine Ehre und meinen guten Namen kämpfen“. General Gromadziński wurde vor der Übernahme der Führung des Eurokorps, neben den polnischen, gründlich von verschiedenen anderen internationalen Geheimdiensten überprüft und erhielt aufgrund seiner Zuverlässigkeit Zugang zu NATO Informationen, die mit dem höchsten Geheimhaltungsgrad Cosmic Top Secret eingestuft sind.
Verschiedene konservative Medien berichteten in dem Fall bereits seit der Abberufung vom Eurokorps von politisch motivierten Ermittlungen und Einschüchterungen. Seit der Parlamentswahl in Polen 2023 regiert eine Koalition aus bis dato gegen die PiS opponierenden Parteien um Premierminister Donald Tusk, die u. a. Maßnahmen der Vorgängerregierung rückgängig machen und versuchen unliebsame Personen aus Verwaltung und Militär zu entmachten. Dem damaligen Leiter des Militärischen Abschirmdienstes General Mirosław Różański, der die Ermittlungen gegen Gromadziński auf den Weg brachte, wird vorgeworfen seit Jahren, bereits als dessen Vorgesetzter, gegen Gromadziński intrigiert zu haben. Różański griff Gromadziński bspw. in sozialen Medien mit beleidigenden Beiträgen an. Die derzeitige polnische Opposition kommentiert die Abberufung Gromadzińskis unter anderem: „Angriff auf unsere Sicherheit“, „Der General wurde beschämend behandelt“, „Angriff auf die Sicherheit, Glaubwürdigkeit und das Ansehen Polens“, „brutaler politischer Angriff“ sowie Verleumdung Gromadzińskis, der ohne Verfahren und absolut rechtswidrig entlassen wurde.
Andere polnische Generäle zeigten sich empört über die Abberufung und den Umgang mit Gromadziński; ein namentlich nicht genannter hochrangiger Geheimdienstoffizier kommentierte: „Dieser Fall stinkt schon von weitem. Hier führt jemand einen privaten Krieg auf Kosten der Staatssicherheit.“. Ein Offizier der NATO berichtete in einem Interview mit Onet.pl, dass NATO-Verbündete aus Deutschland, Spanien und Großbritannien über die Entwicklung erstaunt und schockiert seien, insbesondere über die Art und Weise, wie General Gromadziński abberufen wurde.
Im August 2024 legte Gromadziński direkt beim polnischen Regierungschef Ministerpräsident Donald Tusk Berufung gegen die Ermittlungsergebnisse des Geheimdienstes und die nachfolgenden Maßnahmen gegen ihn ein. Da diese Maßnahmen beibehalten wurden, geht Gromadziński juristisch dagegen vor. Mit Stand Juni 2025 ist das Verfahren noch nicht beendet.

### Ruhestand
Mit Wirkung zum 1. Februar 2025 wurde Gromadziński in den Ruhestand versetzt und wurde unmittelbar danach am 5. Februar 2025 Vorstandsvorsitzender der polnischen Akademy Defence24.